# FC Cartagena
FC Cartagena is een Spaanse voetbalclub. Thuisstadion is het Cartagonova in Cartagena dat stamt uit 1988. Het team speelt vanaf 2020-2021 in de Segunda División A.

## Geschiedenis van het voetbal in Cartagena
De stad Cartagena was een van de streken van de oostkust waar men startte met het voetbal. De plaatselijke jeugd speelde waarschijnlijk al reeds vanaf 1900 op een klein veld in de Alameda de San Antón.

### 1903-1906 Cartagena Foot Ball & Kugly
De eerste documenten van een georganiseerde ploeg dateren uit 1903. Toen ontstond er een ploeg, "Cartagena Foot Ball" genaamd, met een georganiseerd bestuur, dat verantwoordelijk was voor het organiseren van wekelijkse wedstrijden.
De geschiedenis van het voetbal in Cartagena krijgt een nieuwe impuls tijdens de zomer van 1904 met de oprichting van de vereniging Kugly, een team bestaande uit jongeren die voor hun studie naar de Franse stad Foix trokken. Op zondag 21 augustus 1904 werd de allereerste wedstrijd tussen beide ploegen georganiseerd. De wedstrijden tussen deze club en de Cartagena Foot Ball werden enorm populair onder de fans en waren daardoor bevorderend voor de opkomst van het voetbal in de stad.

### 1906-1917 Sport Club Cartagena
Op het ogenblik dat de krant El Eco aandacht begint te besteden aan het voetbal wordt op 6 september 1906 een nieuwe club gesticht, Sport Club Cartagena genaamd. Op de 23e van die maand werd als eerste president, Miguel Sanz aangesteld.

### 1919-1996 Andere clubs
Na de teloorgang van Sport Club Cartagena werd Cartagena CF opgericht. Deze ploeg was mede-oprichter van de tweede divisie tijdens het seizoen 1928-1929. Na de Spaanse Burgeroorlog nam de club de naam Cartagena CF aan. De club speelde in totaal 7 seizoenen in de tweede klasse en verdween in 1952. Hierna nam Cartagena FC de fakkel over. Deze club speelde van 1961 tot 1963 en van 1982 tot 1988 in de tweede klasse. Na de laatste degradatie modderde de ploeg nog wat verder tot het in 1997 opgeheven werd door de schulden en terechtkwam in de Tercera División. Vanaf het seizoen 2011-2012 trad deze ploeg gedurende drie jaren op als B-elftal van FC Cartagena.

### 1995-heden FC Cartagena
Uit de assen van de vorige club ontstond Futbol Club Cartagena, dat opgericht werd door Florentino Manzano in 1995 onder de naam Cartagonova Football Club.

### 2023-2024 Racing Cartagena Mar Menor FC
Vanaf seizoen 2023-2024 verhuisde deze ploeg van San Javier naar Cartagena en veranderde zijn naam van Mar Menor FC naar Racing Cartagena Mar Menor FC.  Maar reeds tijdens het eerste seizoen in de Segunda Fédéracion kwamen de financiële problemen de hoek omkijken.  Op het einde van het seizoen eindigde de ploeg op een veertiende plaats, wat de degradatie naar de Tercera Fédéracion als gevolg had.  De financiële problemen bleven aanhouden, de schuldenlast van 100.000 EUR werden door de Spaanse voetbalbond 

## Geschiedenis van FC Cartagena

### 1995-1997 Heropbouw tem het derde niveau van het Spaanse voetbal
FC Cartagena wordt opgericht in 1995 als de opvolger van Cartagena FC, dat wegens schulden werd opgeheven. De voorzitter Florentino Manzano zorgde, door de aankoop van de licentie van Balsicas, ervoor dat de club kon debuteren in een regionale afdeling, Preferente genoemd.  De ploeg behaalde onmiddellijk de tweede plaats, zodat de ploeg één jaar na de oprichting op het professionele voetbalniveau startte in de Tercera División. Hier werd het in het eerste jaar al kampioen, maar wint de daaropvolgende play-offs niet. Een jaar later lukte dit wel en zodoende kwam het in 1998 uit in de Segunda División B.

### 1997-2009 Heroveren van de oude glorie op het tweede niveau van het Spaanse voetbal
Tijdens het seizoen 1998-1999 debuteerde de ploeg in de Spaanse Segunda División B met Jezus Aranguren als coach. Het doel was het behoud, maar beetje bij beetje kon het team opklimmen naar de top. Aan het einde van het seizoen eindigde het als tweede in groep III en nam deel aan de play-offs voor promotie naar Segunda División A. De promotie ging echter verloren na een dubbele confrontatie met de Córdoba CF.
Tijdens het seizoen 1999-2000 was het de bedoeling de promotie af te dwingen. Na een veelbelovende eerste ronde waarin het team een aantal speeldagen doorbracht op de eerste positie, verslechterde de situatie en eindigde de ploeg het seizoen op de achtste positie.
Het seizoen 2000-2001 stond weer in het teken van de promotie. Na een goede start werd het aftreden van Jezus Aranguren als coach veroorzaakt door het verlies tijdens de thuiswedstrijd tegen Espanyol B met 0-4. Het seizoen werd een gevecht om het behoud met 46 punten en een dertiende positie als gevolg. Paco Sánchez, Juan Diaz en Jose Carlos Trasante brachten een bepaalde tijd door op de bank.
In het seizoen 2001-2002 werd de club ingedeeld in groep IV. Het team veranderde van uitrusting door de zwarte broek te vervangen door een witte en het witte shirt werd vervangen door een zwart-wit gestreepte. Het seizoen was zeer onregelmatig. Felipe Mesones zat op de bank om het team te leiden tot zijn verwijdering en werd vervangen door Jose Ramón Corchado. De ploeg van Cartagonova had zijn beste moment in de eerste ronde, maar de tweede ronde was rampzalig en de ploeg eindigde op de twaalfde positie.
Na een zeer drukke zomerseizoen werd het seizoen 2002-2003 gestart met een nieuwe voorzitter. Luis Oliver Albesa belandde in Cartagena na het falen van zijn project om Xerez CD naar de eerste divisie te leiden. De kleding werd nogmaals veranderd en keerde terug naar het traditionele model van Cartagena met een wit gestreepte shirt en zwarte broek. Het seizoen was zeer levendig. Jose Murcia werd ontslagen als coach voor de eerste competitiewedstrijd en Juan Manuel Palomeque heeft geprobeerd om het team naar de top te leiden totdat de economische problemen begonnen. Er was geen geld en de spelers bevonden zich verschillende maanden zonder salaris, de kantoren werden achtergelaten zonder ook maar essentiële dingen als de telefoonrekening te betalen. Het was de absolute chaos. Luis Oliver Albesa en zijn vrienden verdwenen van de kaart en Traversone Caesar, de sportief directeur bleef over als enig boegbeeld van de club. Miguel Rivera Mora nam de bank over en bewerkstelligde de redding, waardoor het team op een verdienstelijke elfde positie eindigde.
De schuld was astronomisch en het idee bestond om door te gaan als amateurclub, maar toen kwam de reddende hand van Francisco Hernández Gómez. Het seizoen 2003-2004 werd het de eerste met de nieuwe voorzitter, Francisco Hernández Gómez, aan het hoofd van de club. De club werd ingedeeld in groep III. Bij de aankomst maakte de nieuwe voorzitter ingrijpende veranderingen, bijvoorbeeld aan het schild en de naam van de club. Deze verwezen naar het historische Cartagena FC. Jose Antonio Rodríguez Girona "Machuca" was de eerste coach van het seizoen, daarna nam Juan Francisco Alcoy tijdelijk over en het seizoen werd beëindigd door Pep Balaguer. Het was een ongelijk seizoen en pas op het einde kon de ploeg zich redden met drie opeenvolgende overwinningen waardoor het team de vijftiende positie haalde.
Tijdens het seizoen 2004-2005 werd F. C. Cartagena opnieuw ingedeeld in groep IV. Pep Balaguer begon het seizoen als coach, maar werd al snel ontslagen als gevolg van de slechte prestaties. Juan Carlos Campillo Vicente en Francisco Alcoy volgden hem op, maar het team bleef onregelmatig presteren. In het laatste stuk van de competitie kwam Juan Ignacio Martinez en redde de club van degradatie en eindigde uiteindelijk op de dertiende positie.
Na dit laatste fiasco, verwachtten de fans heel veel van het seizoen 2005-2006. Juan Ignacio Martinez was de coach en Francisco Hernández Gómez stelde hem een grote staf ter beschikking, inclusief een technisch secretaris, Miguel Torrecilla. Het resultaat was prachtig. FC Cartagena overklaste de groep IV, werd kampioen en liet topklasse voetbal zien. FC Cartagena mocht deelnemen aan de play-off en was torenhoog favoriet. De teleurstelling was groot toen de club in de eerste ronde geëlimineerd werd door de latere promovendus UD Vecindario.
Tijdens het seizoen 2006-2007 trachtte FC Cartagena in het kielzog van het voorgaande jaar de promotie af te dwingen. Het blok van spelers bleef hetzelfde, maar de doelstelling werd niet behaald. David Amaral begon het seizoen als coach, werd in het midden van het seizoen vervangen door Miguel Torrecilla. Door de slechte prestaties werd hij op zijn beurt vervangen door Jose Luis Montes, maar ook hij kon het tij niet keren en werd op zijn beurt vervangen door Juan Francisco Alcoy. Tijdens het laatste gedeelte van het kampioenschap verbeterde de situatie en FC Cartagena eindigde op de vijfde plaats en viel net buiten de play-offs.
Tijdens het seizoen 2007-2008 startte Juan Francisco Alcoy het seizoen op de bank en behaalde veel punten, zonder echt goed te spelen. Dit kostte hem zijn baan na een omstreden beslissing. Pichi Lucas verving de man uit Valencia, maar het uitblijven van overwinningen heeft geleid tot het rampzalig gevolg dat de ploeg in de degradatiezone terechtkwam. Echter, na verschillende opeenvolgende overwinningen kon het team weer aanspraak maken op de play-off posities. Dit doel kwam heel dicht bij, maar ging op het einde van het seizoen verloren met een achtste positie als gevolg.
Tijdens het seizoen 2008-2009, met Fabriciano Fabri Gonzalez op de bank, eindigde FC Cartagena de heenronde met 37 punten en was medeleider tezamen met Club Deportivo Leganes. Tijdens het prille begin van de tweede ronde van de competitie kreeg de ploeg het moeilijk en de relatie tussen de spelers en coach verslechterde. Om deze redenen werd hij door de voormalige Spaanse internationaal en coach Paco Jémez vervangen. De ploeg wordt kampioen en kan zich zo voor de eindronde kwalificeren. Door het nieuwe reglement van de eindronde komt de ploeg uit tegen de kampioen van de regionale groep 3, CD Alcoyano. De thuiswedstrijd werd gewonnen met 2-1 dankzij doelpunten van Héctor Yuste Cantón en Bayon, waarna de ploeg in de terugwedstrijd op 24 mei 2009, dankzij een doelpunt in de 95° minuut, gelijk ging spelen met 2-2. De twee doelpunten werden gescoord door Juan Pablo Mena. Dankzij deze uitslag komt FC Cartagena vanaf seizoen 2009-2010 uit in Segunda División A. Op 31 mei 2009 werd de ploeg thuis verslagen door Cádiz CF met voor 1-2 in de eerste etappe van de finale om de algemene kampioen van de Segunda División B aan te duiden. Tijdens de terugwedstrijd in het Estadio Ramon de Carranza werd het resultaat 1-1 met een doelpunt van Armando, zodat de ploeg uit Cádiz CF de eretitel van absolute kampioen van de Segunda División B veroverde.

### 2009-2012 Een mislukte gooi naar het hoogste niveau van het Spaanse voetbal

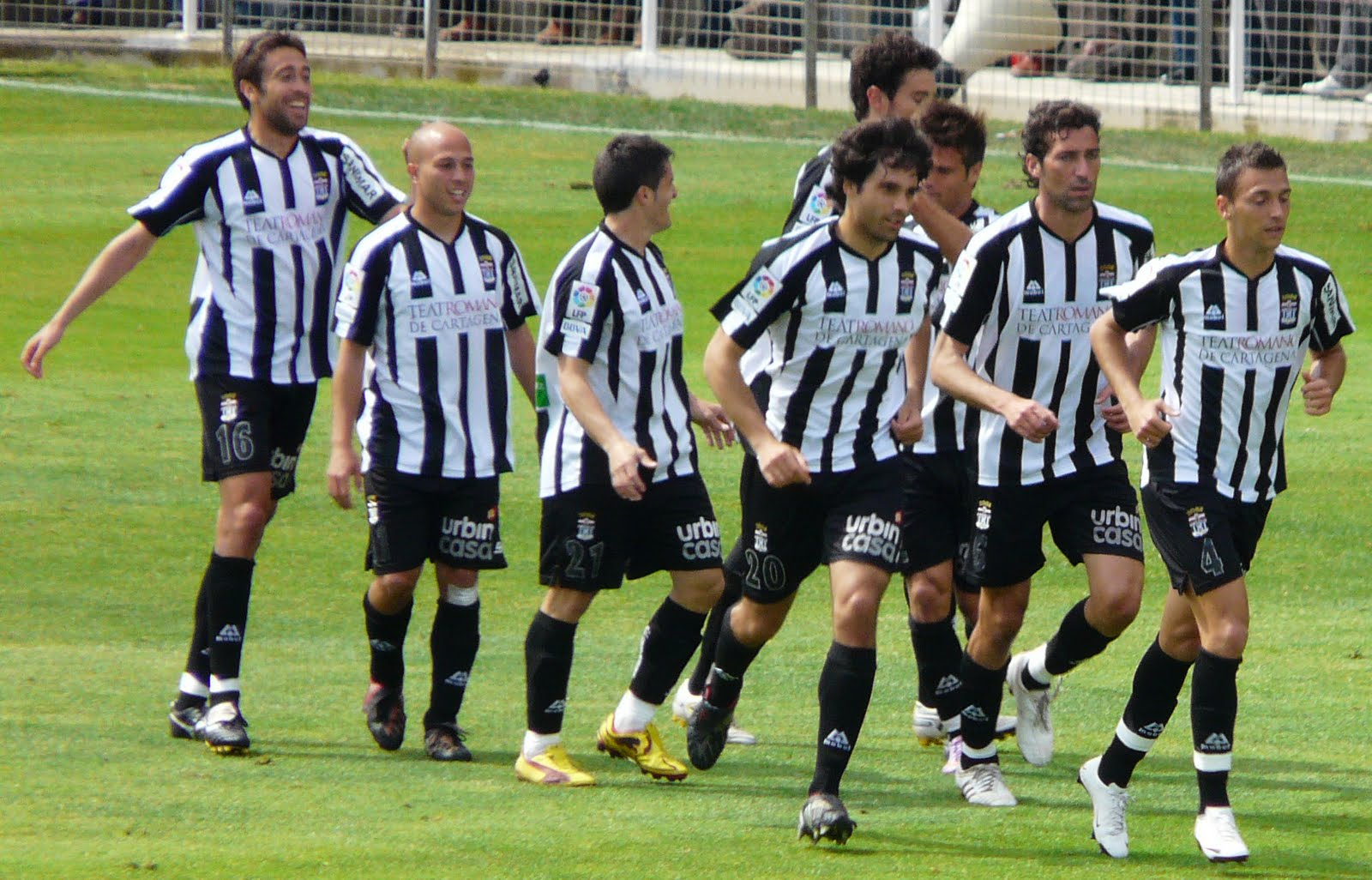
Enkele spelers uit de succesploeg 2009-2010

Paco Jemez kwam niet tot een overeenkomst om het contract voor het seizoen 2009-2010 te verlengen. De nieuwe trainer, die ingelijfd werd voor het seizoen 2009-2010 was Juan Ignacio Martínez Jiménez, die de ploeg reeds gecoacht had tijdens het seizoen 2005-2006. Op 29 augustus 2009 debuteerde het team in de Segunda División A tegen Girona FC, een wedstrijd die gewonnen werd met 0-1. De eerste speler te scoren in de nieuwe categorie was Enrique de Lucas. Na 11 wedstrijden had de ploeg nog steeds niet verloren en stond aan de leiding van de reeks. Ook de twee wedstrijden tegen streekgenoot Real Murcia werden gewonnen. Op 8 november 2009 vond de eerste confrontatie plaats in het Estadio Nueva Condomina te Murcia waar Cartagena met 1-4 won voor meer dan 8000 Cartageense supporters op de tribunes. In de terugronde werd in het Estadio Municipal Cartagonova gewonnen met 3-2. Tot op de negenendertigste wedstrijd stond de ploeg samen met Real Betis en Hércules CF op de derde plaats, een plaats die toegang gaf tot de Primera División. In de laatste drie wedstrijden liep het echter mis en klokte de ploeg af op een mooie vijfde plaats.
Doordat Real Murcia zich niet kon handhaven, werd de ploeg tijdens het seizoen 2010-2011 de enige vertegenwoordiger van de streek. Na een schitterende openingswedstrijd tegen het uit Primera División gedegradeerde Xerez CD (1-4 uitoverwinning), verliep de start wisselvallig. Tijdens de maanden november en december verliep het beter, waardoor de heenronde afgesloten werd op de vierde plaats, na de drie ploegen die de reeks overheersten, Real Betis, Celta de Vigo en Rayo Vallecano. De terugronde liep echter veel wisselvalliger en toen er op achtendertigste wedstrijd voor de vijftiende maal verloren werd, ging al de hoop op het behalen van de eindronde, die de derde stijger aanduidt, verloren. Deze wedstrijd zou toch de geschiedenis ingaan door het feit dat Mariano Sanchez Martinez met zijn 211e selectie de speler werd met de meeste caps voor de havenploeg.
Het seizoen 2011-2012 werd aangevat onder leiding van Francisco López Fernández met 16 nieuwe spelers. Na een desastreus begin met de eerste vier competitiewedstrijden afgesloten met verlies en de onmiddellijke uitschakeling in de beker, werd de coach op 19 september 2011 bedankt voor zijn diensten. Dezelfde dag werd hij vervangen door de Catalaan Francisco Javier López Castro. Doordat de ploeg heel moeilijk tot scoren kwam, 9 doelpunten na 18 wedstrijden, belandde de ploeg op de allerlaatste plaats bij de aanvang van de winterstop. Om deze reden werd de Catalaanse coach op zijn beurt ontslagen op 22 december 2011. De volgende dag werd Juan Carlos Ríos Vidal aangesteld als zijn opvolger. Ook hij kon de tijding niet meer keren en op 22 mei 2012 viel de doek over de competitie met de degradatie naar de Segunda División B als gevolg.

### 2012-2015 Na de degradatie volgde een heel moeilijke periode op sportief en financieel vlak
Voor het seizoen 2012-2013 werd het onmiddellijk duidelijk dat niet veel spelers de ploeg trouw zouden volgen naar de Segunda División B. Onder leiding van José Francisco Grao García, beter bekend onder de roepnaam "Pato", startte de ploeg op een schitterende manier met zes opeenvolgende overwinningen en met enkel de onmiddellijke uitschakeling in de beker als klein negatief punt. Maar toen van de tien daaropvolgende wedstrijden slechts 2 gewonnen werden en 3 gelijkgespeeld, werd Pato ontslagen op dinsdag 11 december en onmiddellijk vervangen door José Rojo Martín, beter bekend onder de roepnaam "Pacheta". De resultaten verbeterden, maar de ploeg eindigde op het einde van de reguliere competitie slechts tweede achter Real Jaén. Zo kon de ploeg enkel meedoen aan de eindronde van de tweede tot en met de vierde geplaatste ploegen. Net voor de start van de eindronde werd Pacheta daarom ontslagen en vervangen door José Miguel Campos Rodriguez. De terugweg naar het tweede niveau van het Spaanse voetbal leidde naar Caudal Deportivo uit Asturië, dat na de reguliere competitie op de vierde plaats eindigde in groep 1. De teleurstelling was even groot als tijdens het seizoen 2005-2006 toen de club opnieuw uitgeschakeld werd.
Met de teleurstelling groeide ook de kritiek op de voorzitter, waarop hij in juni 2013 verklaarde dat hij de ploeg wilde verkopen indien er een overnemer gevonden kon worden. De uiteindelijke oplossing van het probleem bestond erin om hem vanaf seizoen 2013-2014 te vervangen als voorzitter door Francisco de Paula Gutierrez Linares, General Manager van het Pinatar Arena Football Center, maar de ploeg bleef zijn uniek eigendom. Enkele weken voordien werd de gewezen coach van UCAM Murcia CF, Luis García Tevenet aangesteld als trainer. Dit diende om de banden met de gelijknamige universiteit aan te halen. Na overwinningen tegen reeksgenoten CD Guadalajara, SD Huesca, en CD Tudelano werd het eerste succes behaald met de historische plaatsing voor de vierde ronde van de Copa del Rey. De loting duidde FC Barcelona aan als tegenstrever, waarna de club na twee wedstrijden logischerwijze uitgeschakeld werd. Maart 2014 stond in het teken van een dubbele machtswijziging, de eigenaar werd uitgekocht door de firma Sporto Gol Man 2020 SL met als enige bestuurder advocaat Francisco Javier Martínez Rodríguez en de voorzitter verliet de ploeg enkele dagen later en werd vervangen door Francisco López Fernández. Op het einde van het seizoen werd beslag gelegd op de derde plaats, die recht gaf voor deelname aan de playoffs. Net als vorig jaar werd voor de eerste ronde een ploeg uit Asturië geloot, Real Avilés Club de Fútbol. Ook deze keer was de uitschakeling het resultaat. De rust keerde nog niet terug in de club. Begin juni doken er geruchten op dat de oprichter van de ploeg, Florentino Manzano, achter de firma Sporto Gol Man 2020 SL zou zitten en dat de aanstelling tijdens de maand maart van voorzitter Paco López enkel diende om Francisco Gómez Hernández te overtuigen om zijn aandelen te verkopen. Tijdens de tweede week van juni werd een nieuwe voorzitter aangesteld met advocaat Javier Marco Verdejo, een collega van Francisco Javier Martínez Rodríguez.
Voor het seizoen 2014-2015 werd de Uruguayaan Julio César Ribas binnen gehaald als coach. Hij behield maar drie spelers uit de selectie van het vorige seizoen. Al snel bleek dat hij niet over de voldoende diploma's beschikte en werd hij op de bank vervangen door Simón Ruiz en schoof hij op tot technisch manager. Toen na 17 wedstrijden de ploeg maar 3 keer gewonnen en 11 keer gelijk gespeeld had, werd Simón Ruiz vervangen door Manuel Sánchez Palomeque, de toenmalige trainer van de B-ploeg CD El Algar. Manuel had in 1999 de ploeg reeds als speler gediend tijdens het laatste jaar van zijn actieve loopbaan, daarna als tweede trainer en na het ontslag van twee trainers heeft hij reeds in 2002 ad interim 3 wedstrijden de eerste ploeg geleid. In volle degradatie strijd kwam wegens de financiële problemen het overname dossier weer in de actualiteit. Einde april 2015 bleek dat Paco Belmonte de beste papieren had om de ploeg over te nemen, maar hij stelde de voorwaarde dat de club zijn behoud moest bewerkstelligen. Op het einde van het seizoen behaalde de ploeg de zestiende plaats, waardoor het veroordeeld werd om de play downs te spelen tegen Las Palmas Atlético. Na een 0-0 gelijkspel in het Cartagonova stadium werd op 31 mei 2015 een 1-1 uit de brand gehaald na de gelijkmaker van Carlos Martínez. Dit buitenshuis gescoorde doelpunt betekende de redding.

### 2015-2025 Financiële en tijdelijke sportieve heropstanding onder Paco Belmonte en Manuel Breis
Met de komst van Belmonte kijken de supporters weer heel verwachtingsvol naar de toekomst. Dit bleek onder andere uit de bijna 6.000 abonnees voor het seizoen 2015-2016. Gewezen speler Víctor Fernández kreeg een contract voor twee seizoenen als hoofdcoach. Hij slaagde er echter niet in om de ploeg in hoogste gelederen te plaatsen en toen na de 23ste speeldag de ploeg op een dertiende plaats stond met slechts 5 punten minder dan de laagste play off plaats en 3 punten meer dan de play down plaats, besloten trainer en ploeg een einde te maken aan de samenwerking. Nog dezelfde week werd hij vervangen door Alberto Jiménez Monteagudo. Tijdens de vijftien volgende wedstrijden ging er maar één verloren (de veertiende) en zo eindigde de ploeg op een zevende plaats, voldoende om zich te plaatsen voor de Copa del Rey van het daaropvolgende seizoen.
Monteagudo tekende bij voor het seizoen 2016-2017. Vanaf het begin van het seizoen bevond de ploeg zich op de tweede plaats na UD Marbella. Na veertien wedstrijden gebeurde er waarop de club reeds lang wachtte, de ploeg kwam aan de leiding van groep IV. Toen tijdens de winterstop de heenronde afgewerkt was en de ploeg nog steeds op de eerste plaats stond, werd het contract van de trainer verlengd tot einde juni 2019 en werden verschillende spelers verlengd. Dit had een negatieve invloed op de prestaties en na een heel moeilijk seizoenseinde eindigde de ploeg, maar op een vierde plaats na Lorca CF, Real Murcia en CF Villanovense. Tijdens de eindronde werd CD Alcoyano nog uitgeschakeld, maar werd de ploeg in de tweede ronde uitgeschakeld door de latere stijger FC Barcelona B.
Verschillende spelers hadden vorig seizoen reeds bijgetekend voor het seizoen 2017-2018 en de leiding van de ploeg wachtte heel lang om de goede spelers bij elkaar te krijgen onder leiding van Monteagudo. De ploeg behaalde zijn eerste succes in de Copa del Rey. Na overwinningen tegen reeksgenoten UCAM Murcia CF, CD Mirandés en CF Talavera de la Reina duidde de loting voor de 1/16 finale FC Sevilla aan als tegenstrever, die hen met een 0-3 thuisverlies gevolgd door een 4-0 uitverlies uitschakelde.  Ook tijdens de reguliere competitie was de ploeg niet uit de top van het klassement weg te denken.  Tijdens de laatste wedstrijd van de reguliere competitie werd de ploeg kampioen van de groep IV.  Voor de play-off van de kampioenen werd de leider van groep I geloot, Rayo Majadahonda.  De wedstrijd te Cartagonova werd met 2-1 gewonnen dankzij doelpunten van Rubén Cruz Gil en Isaac Aketxe Barrutia.  Tijdens de terugwedstrijd zat het er lang goed uit, maar door een eigen doelpunt van Miguel Zabaco Tomé werd er met 1-0 verloren.  Dankzij de kampioenstitel was er nog een tweede kans en die startte bij Celta de Vigo B, de vierde van groep I.  De uitwedstrijd in Galicië eindigde op een scoreloos gelijkspel, waarna een doelpunt op vrijschop, getrapt door José Manuel López Gaspar, voldoende was om zich voor de finale te plaatsen.  Voor deze laatste stap werd de vierde uit hun reeks, Extremadura UD, aangeduid.  Nadat dat de heenwedstrijd met 1-0 verloren ging, werd tijdens de thuiswedstrijd niet gescoord door beide ploegen en miste Cartagena zo de promotie.
De ontgoocheling was zo groot dat op 3 juli het contract met trainer Monteagudo na twee en een half seizoen in samenspraak werd beëindigd.  Een week erna werd op 10 juli aangekondigd dat de Uruguayaan Gustavo Munúa de ploeg zou leiden tijdens het seizoen 2018-2019.  De aanvang van het seizoen was slecht en zo stond de ploeg na 8 wedstrijden op een degradatieplaats.  Net tegen UD Melilla pakte doelman Mario Fernández Cuesta een rode kaart en blesseerde hij zich tijdens dezelfde actie.  Hij werd vervangen door de jonge Portugees João Paulo Santos Costa.  De ploeg begon successen te boeken en was op het einde van de heenronde naar de eerste plaats opgeklommen.  Op het einde van het seizoen zou het tweede eindigen na Recreativo Huelva.  Tijdens de eindronde werd eerst Real Madrid Castilla (3-1 verlies uit, 2-0 winst thuis) uitgeschakeld, maar SD Ponferradina bleek tweemaal te sterk (1-2 thuisverlies en 1-0 op verplaatsing.
Daardoor werd seizoen 2019-2020 weer eentje op hetzelfde niveau.  Een week na de uitschakeling zou voorzitter en eigenaar Paco Belmonte Ortiz trainer Gustavo Munúa voor een seizoen verlengen.  Na 17 wedstrijden stond de ploeg op een mooie eerste plaats en had zich net voor de tweede ronde van de beker geplaatst, toen duidelijk werd dat de trainer zou overstappen naar Club Nacional de Football.  Twee dagen voor Kerstmis werd hij vervangen door een andere jeugdige trainer Borja Jiménez Sáez.  De ploeg behield de leiding tot het einde van heenronde.  Na de 22ste en de 24ste speeldag werd de leidersplaats tweemaal verloren aan Marbella FC.  Op 8 maart 2020 speelde de ploeg de 28ste speeldag tegen  Córdoba CF.  De met 0-2 gewonnen uitwedstrijd bracht de ploeg weer op de eerste plaats en de daaropvolgende week werd de competitie voorlopig stilgelegd door de coronapandemie. Deze overwinning werd wel heel belangrijk toen op 14 april de RFEF besloot om de ploeg kampioen van de reguliere competitie te verklaren en dit op 10 wedstrijden voor het einde en onmiddellijk met de eindronde te starten.  Hoewel deze beslissing veel tegenwind kreeg, werd ze herbevestigd op 6 mei.  Op 25 juni gingen de vier kampioenen (naast Cartagena ook Club Deportivo Atlético Baleares, CD Logroñés en CD Castellón) in de urne en werd de ploeg uit de Balearen op zondag 19 juli de tegenstander.  In tegenstelling met normale play-offs werd de finale in één wedstrijd gespeeld in de Estadio La Rosaleda, thuishaven van Málaga CF.  Na 120 minuten was het nog steeds 0-0 en de promotie werd afgedwongen na de strafschoppen.  Athlético begon en beide ploegen scoorden de eerste drie.  Toen Atlético de vierde en vijfde penalty miste en Cartagena de vierde had gescoord, was de Segunda A een feit.
Acht jaar na de degradatie, pikte de ploeg tijdens het seizoen 2020-2021 de draad weer op in de Segunda División A.  De eerste wedstrijd werd gespeeld op zondag 13 september 2020 in het stadion van  Real Oviedo.  Borja was nog steeds de coach van een ploeg met vijf versterkingen.  Een mooi 0-0 gelijkspel kwam uit de bus, maar de ploeg bleek nog niet van voldoende kwaliteit voorzien en verdere versterkingen bleken noodzakelijk.  Die gebeurden ook met Castro, Gallar,de la Bella, Aguza, Rhyner en Bulka.  De spelers pasten zich onmiddellijk aan en na tien wedstrijden stond de ploeg zelfs op een zevende plaats.  Midden november kwam er een tegenslag op financieel vlak.  De Liga eiste 615.000 EUR terug die uitgekeerd werd in 2012 naar aanleiding van de degradatie.  Voormalig voorzitter Paco Jemez had dit nooit medegedeeld bij de verkoop, maar dat belette niet dat de ploeg dit geld moest terugbetalen.  Belmonte kreeg een afbetalingsplan tot 2023 waar elk jaar 153.000 EUR moest terugbetaald worden.  Ook sportief ging het minder en minder en de ploeg was na achttien speeldagen teruggezakt naar zestiende plaats, twee punten boven de degradatiezone.  Het ging van kwaad naar erger toen op 17 december 2020 de ploeg door Pontevedra CF uit de Segunda División B uitgeschakeld werd in de eerste ronde van de Copa del Rey.  De daaropvolgende dag werd coach Borja ontslagen.  Dezelfde dag werd hij tijdelijk vervangen door Pepe Aguilar.  Enkele dagen later werd hij definitief aangesteld.  Maar ook hij slaagde er niet in om de ploeg beter te laten spelen en na één op negen werd hij op 11 januari 2021 na het einde van de heenronde naar het filiaal teruggestuurd.  De daaropvolgende dag werd Luis Miguel Carrión tot het einde van het seizoen aangesteld.  Ook de ploeg werd tijdens de winterperiode met doelman Chichizola, verdedigers Datković, de terugkerende Antoñito en Navas en middenvelders De Blasis en Aboerdzjania serieus versterkt met ervaren spelers.  De ploeg bleef in de degradatiezone met uitzondering na speeldagen 27 (winst 1-0 van CD Leganés) en 36 (winst met 0-1 tegen UD Logroñés) om dan na speeldag 38 na thuiswinst met 1-0 tegen CD Castellón weer boven water te komen.  Speeldag 39 in en tegen Espanyol, nummer één in de rangschikking werd met 0-2 gewonnen en enkele dagen later werd thuis met 3-2 gewonnen tegen nummer drie, Almería.  Deze twee laatste uitslagen leidde tot de redding en zo hadden de twee laatste speeldagen geen belang meer.
Zo wordt seizoen 2021-2022 het tweede achtereenvolgende seizoen in de Segunda División A, een vijfde gedurende heel hun geschiedenis. Op 1 juni 2021 verlengde coach Luis Carrión zijn contract met één seizoen.  Op administratief vlak werd op 29 juli 2021 het kapitaal van de ploeg met 462.000 EUR verhoogd tot 4.310.000 EUR. Op deze wijze voldoet de club aan de door de Spaanse Hoge Raad van de Sport opgelegde verplichting van het minimaal kapitaal om deel te nemen in het betaald voetbal. De ploeg kon, na overwinningen op het plein van Racing Rioja en CD Castellón, dit jaargang voor de derde keer in haar geschiedenis de 1/16de finale van de Copa del Rey behalen.  Daar wacht begin januari 2022 Valencia CF als tegenstander. De ploeg kon net geen verlengingen afdwingen, want in de 92ste minuut maakte Denis Tsjerysjev er 1-2 van.  Ook de competitie verliep goed waarin de ploeg vanaf wedstrijd 9 in de top 10 kwam, en er bijna niet meer uitviel.  Op het einde van speeldag 37 was de ploeg na een 3-0 thuisoverwinning tegen FC Girona al zeker van het behoud. Het werd al snel duidelijk dat de ploeg zijn op één na beste resultaat uit haar geschiedenis zou behalen.  Daarom werd gedurende de week voor de laatste wedstrijd het contract van de trainer verlengd tot einde juni 2023.  Uiteindelijk zou de ploeg op een negende plaats beslag leggen.
Tijdens de aanloop van het seizoen 2022-2023 verloor de ploeg vier sterkhouders aan meer kapitaalkrachtige ploegen uit de reeks.  Yann Bodiger vertrok naar Granada CF, Mohammed Dauda naar CD Tenerife, Álex Gallar, maar vooral Rubén Castro naar Málaga CF.  Dit zou het seizoen na Castro worden.  Daarentegen werd de ploeg versterkt in de verdediging en in het middenveld.  Concreet moest de ervaren zevenendertigjarige Mikel Rico Bodiger vervangen, de jonge Zweed Isak Jansson op zijn beurt Gallar, Jairo Izquierdo ten slotte Dauda en kreeg Ortuño door het vertrek van Castro in de aanval als basisspeler zijn kans.  Het concept sloeg aan en op 8 augustus 2022 verbrak de ploeg het record van 8.648 abonnementen van het seizoen 2009-2010. In de professionalisering zette de club weer een stap verder, toen zo op 31 augustus een overeenkomst sloot met de Zuid-Koreaanse zakengroep "J&P Sports Investments and Marketing" om aan het internationale expansieproces te beginnen.  Met dit initiatief verwacht de club een economisch rendement en een grotere internationale bekendheid en navolging van het merk "FC Cartagena".  De dag later werd de Zuid-Koreaanse middenvelder, Lee Sang-hyeok, voor één seizoen onder contract gelegd.  Op sportief vlak werd de eerste ronde van de competitie een succes en op een achtste plaats afgesloten met tweeëndertig punten, evenveel als de zesde geplaatste.  Dit betekende de op één na beste prestatie tijdens de zes seizoenen op dit niveau.  Ook financieel kon er met succes het hoofdstuk van de insolventie procedure definitief afgesloten worden door een laatste afbetaling van iets meer dan 900.000 EUR. Ten slotte kon einde december 2022 de ploeg voor de vierde keer in haar geschiedenis de 1/16de finale van Copa del Rey behalen door de achtereenvolgende uitschakelingen van CD Alfora en AD Alcorcón.  Villarreal CF, ploeg uit de Primera, kwam als tegenstander uit de trekking.  Gezien deze mooie resultaten verwachtte iedereen een rustige wintermercado.  Niets anders werd minder waard.  Naast het vertrek wegens te weinig speelminuten van Jaime Romero Gómez, Óscar Arribas Pasero en Julián Javier Delmás Germán, kreeg ook Sergio Tejera een mooie offerte van het buitenland.  De bekerwedstrijd werd op dinsdag 3 januari 2023 in Cartagonova voor 12.000 toeschouwers gespeeld en startte heel goed toen in de negenendertigste minuut toen Pablo Vázquez een corner binnen kopte.  Er werd met deze voorsprong gerust, maar tijdens de tweede helft zette de ploeg uit Villarreal met vijf doelpunten orde op zaken.  Ondertussen bleef de ploeg in de competitie aan de kop meedraaien en kon ze zich reeds na zevenendertig speelronden het reeksbehoud bewerkstelligen. De toegang tot de play-offs werd echter niet behaald, het 1-4 thuisverlies tijdens de voorlaatste speeldag tegen UD Las Palmas was het eindpunt.  Uiteindelijk sloot de ploeg op dezelfde plaats dan vorig seizoen af, de negende.
De dag na het einde van de competitie begon reeds de voorbereiding van het seizoen 2023-2024.  Voorzitter, sportdirecteur en coach kwamen tezamen om de verlenging van de laatstgenoemde te bespreken, maar enkele dagen later weigerde coach Luis Carrión het verbeterde voorstel van de club en zo kwam er een einde aan 2,5 seizoenen samenwerking. Op 6 juni werd duidelijk dat Víctor Sánchez del Amo het stokje van coach overnam en dit voor de volgende twee seizoenen.  Ook de spelersgroep onderging grote aanpassingen, want de ploeg slaagde er niet in om een van de zeven gehuurde spelers aan zich te binden. Voorts verlieten sterkhouders Borja Valle Balonga, Pablo De Blasis en Aarón Escandell Banacloche het team, gevolgd door nog vijf andere spelers.  De wederkerende verdediger Gonzalo Cacicedo Verdú, de Nederlander Hector Hevel en de middenvelder Juan Carlos Real Ruiz moesten die gaten opvullen.  Bij de start van het seizoen was de ploeg nog minimaal op zoek naar een doelman, een flankspeler en een middenvelder.  Tijdens de eerste speeldag op 13 augustus 2023 telde de ploeg maar dertien professionele spelers onder contract.  Eerst verdween verdediger Toni Datković nog van de spelerslijst, waarna doelman Raúl Lizoain Cruz, verdediger José Fontán, middenvelder Tomás Jesús Alarcón Vergara en aanvallers Juan Narváez, Úmaro Embaló en Jony Rodríguez het team tot de wintermercado vervolledigde.  Het team nam een zeer slechte start en na zeven wedstrijden, hadden ze maar drie punten geoogst.  Om deze reden werd de coach op 22 september de laan uitgestuurd en op 25 september tot het einde van het seizoen vervangen door Julián Calero Fernández.  Hij was de vijftigste trainer van het team en zijn zoon Iván Calero Ruiz maakte deel uit van het team. Ook deze nieuwe coach kreeg de motor niet aan het draaien tot aan het begin van het nieuwe jaar 2024.  Toen stond er op 7 januari de 1/16 finale van de Copa del Rey tegen Primera División ploeg Valencia CF op de kalender.  Het werd een spannende wedstrijd, waarin Cartagena in de vierde minuut dankzij Alfredo Ortuño Martínez op voorsprong kwam en ondanks een rode kaart op het einde van de eerste helft, de verlengingen behaalde na een 1-1 gelijkspel.  Daar trok Valencia het laken naar zich toe, dankzij een doelpunt in de 106de minuut.  Deze wedstrijd bracht een omwenteling in het geloof dat de redding nog mogelijk was.  Na de wedstrijd sprak de trainer Calero de supporters van de ploeg aan met de uitspraak "Si Se Puede".  Dit had als gevolg ongekende aantal bezoekers tijdens zowel thuis- als uitwedstrijden. Door deze steun klom de ploeg op het einde van de vijfentwintigste speeldag, gespeeld tijdens het weekend van 3 en 4 februari 2024, uit de degradatiezone. De opmars ging verder en met nog drie wedstrijden te gaan, vertoefde de ploeg op een dertiende plaats en had het reeds voldoende punten om het behoud veilig te stellen.  Einde mei begonnen opnieuw de geruchten rond een wijziging van eigenaars van de ploeg.  Het Amerikaanse "Blue Crow Sports", ook al eigenaar van CD Leganés, werd als geïnteresseerd benoemd.
Wat verwacht werd, werd op 6 juni 2024 werkelijkheid.  De trainer, die de ploeg het vorige seizoen redde van de degradatie, Julián Calero, zou niet verder gaan tijdens seizoen 2024-2025. Dezelfde dag werd Calero reeds vervangen door Abelardo Fernández Antuña, beter bekend onder de voetbalnaam 'Pitu'.  Gelijk einde vorig seizoen zouden de zes gehuurde spelers allemaal terugkeren naar hun ploeg en verlieten met doelman Raúl Lizoain Cruz en verdediger Iván Calero Ruiz, twee belangrijke spelers de ploeg.  In tegenstelling met vorig jaar werd de ploeg veel sneller opgebouwd.  Eerst werd de verdegiging gebouwd met vier belangrijke nieuwkomers José Antonio Ríos Reina, Martín Agirregabiria Padilla en de Montenegrijnse internationals Nikola Šipčić en Andrija Vukčević.  De twee nieuwe doelmannen, Pablo Cuñat Campos en Toni Fuidias Ribera werden respectievelijk van Levante UD en Girona FC gehuurd. In het middenveld en de aanval werden zes jongeren aangeworven, waarvan vijf van eerste klasse ploegen en vier op uitleenbasis.  De leiding van eerste uitwedstrijd tegen Burgos was in handen van Huerta de Aza en dat was een primeur, aangezien het voor de eerste keer in de geschiedenis was dat een vrouw een wedstrijd op het professionele niveau leidde.. Nadat de ploeg tijdens de derde speeldag tegen CD Eldense hun eerste overwinning behaald hadden, kende de ploeg een tweede primeur. Vier van hun spelers werden opgeroepen voor interland wedstrijden.  Het handelde over de twee vernoemde Montenegrijnen Nikola Šipčić en Andrija Vukčević en de twee doelmannen Pablo Cuñat Campos en Jahets.  Dit had als gevolg dat ze alle vier de vierde wedstrijd van het seizoen misten.  De verdere start van de competitie was gelijklopend zodat na vijf wedstrijden de ploeg maar drie punten had op de vijftien die ze konden behalen.  Op woensdag 25 september 2024 werd de coach ontslagen  en dezelfde dag tot het einde van het seizoen vervangen door Alejandro Castro Fernández.  Hij was al de derde coach, die zijn job verloor.  Ook hij kreeg tijdens de heenronde de motor niet aan het draaien, zodat na eenentwintig wedstrijden slechts veertien punten, ééntje minder dan vorig seizoen, behaald werden.  Het enige lichtpunt was de Copa del Rey, waar achtereenvolgens SD Beasain en FC Andorra en begin volgend jaar eersteklasser CD Leganès wacht.  Op het einde van 2024 kwamen de geruchten van een eventuele verkoop van de club weer luider met twee buitenlandse projecten en het project van de eigenaar van zaalvoetbalclub Jimbee Cartagena, Miguel Ángel Jiménez Bosque.  Het jaar 2025 startte met twee zwakke wedstrijden, die leidden naar de uitschakeling uit de beker en een gelijkspel bij medecollonist Racing de Ferrol.  De ploeg trad op en ontsloeg ook de tweede trainer van het seizoen en verving hem door Guillermo Fernández Romo.  Ook deze derde trainer kon het stuur niet omgooien en met een allerlaatste plaats zakte de ploeg weer uit het professionele voetbal.

### 2025-Heden Nieuwe poging om terug te keren naar professioneel voetbal onder leiding van Pedro Arribas
Op 9 juli 2025 werd aangekondigd dat de eigendom overging van Duino Inversiones, onder leiding van Belmonte, naar Arrisanz SL, onder leiding van Pedro Arribas.  Onder de oude eigenaars werd de coach voor het seizoen 2025-2026 aangesteld.  De keuze viel op Javier Rey Pérez, die vorig seizoen SD Ponferradina onder zijn hoede had.  Daardoor kent hij de Primera Federación, aangezien hij de ploeg uit Ponferrada kon kwalificeren voor de eindronde, maar de promotie werd niet afgedwongen.  Op het veld werd de ploeg gebouwd onder de leiderschap van de terugkerende zevenendertigjarige Pablo De Blasis.  Voorts moeten de twee blijvers,  de zesendertig jarige José Ignacio Martínez García "Nacho" in de verdediging en de vierendertigjarige Alfredo Ortuño Martínez in de aanval (laatste seizoen lopend contract), tesamen met de ervaren nieuwkomers, in de verdediging de vierendertigjarige Francisco Manuel Vélez Jiménez "Fran Vélez", en, in de aanval de achtentwintigjarige Christian Borrego Isabel "Chiki", de ploeg dragen.

Meer informatie over het voetbal van de regio Murcia, kan gevonden worden in het artikel "Voetbal in Spanje".

## Eigenaars en voorzitters
De volgende personen of bedrijven waren eigenaar van de club:
- 1995 – Florentino Manzano
- 2002 – Luis Oliver Albesa
- 2003 – Francisco Gómez Hernández, die de ploeg in 2010 ombouwde tot een vennootschap, S.A.D.
- 2014 – Sporto Gol Man 2020 SL, onderneming opgericht op 28 februari 2014, met als enige bestuurder Francisco Javier Martínez Rodríguez, advocaat.
- 2015 – Paco Belmonte, die optreedt in naam van een groep Madrileense investeerders, Duino Inversiones S.L. genaamd en onder leiding van Felipe Moreno, tot 2022 eigenaar van CD Leganés[46] en vanaf 2023 voorzitter van Real Murcia[47]
- 2025 - Arrisanz SL

De volgende personen waren de opeenvolgende voorzitters van de club:
- 1995 – Florentino Manzano
- 2002 – Luis Oliver Albesa
- 2003 – Francisco Gómez Hernández
- 2013 – Francisco de Paula Gutierrez Linares, onder eigenaar Francisco Gómez Hernández
- 2014 – Francisco López Fernández, beter bekend onder de roepnaam Paco López, tijdens overgangsperiode Francisco Gómez Hernández en Sporto Gol Man 2020 SL
- 2014 – Javier Marco Verdejo, onder eigenaar Sporto Gol Man 2020 SL
- 2015 – Paco Belmonte, tijdens overgangsperiode Sporto Gol Man 2020 SL en Paco Belmonte investeerdersgroep
- 2015 – Deseado Flores Jiménez, onder Paco Belmonte investeerdersgroep
- 2016 – Paco Belmonte
- 2025 - Pedro Arribas

## Gewonnen prijzen

### Nationale competitie
- Segunda División B: Kampioen tijdens seizoenen 2005/06, 2008/09, 2017/18 en 2019/20
- Tercera División: Kampioen tijdens seizoenen 1996/97 en 1997/98

### Overzicht competitie en beker
| Seizoen | Competitie         | Positie      | Resultaat                                          | Beker deelname                                             |
| ------- | ------------------ | ------------ | -------------------------------------------------- | ---------------------------------------------------------- |
| 1995/96 | Preferente         | 2de plaats   | Stijgt naar Tercera División                       | Nee                                                        |
| 1996/97 | Tercera División   | Kampioen     | Tweede play off, behoud                            | Nee                                                        |
| 1997/98 | Tercera División   | Kampioen     | Stijgt naar Segunda División B                     | Nee                                                        |
| 1998/99 | Segunda División B | 2de plaats   | Tweede play off, behoud                            | 2de Ronde                                                  |
| 1999/00 | Segunda División B | 8ste plaats  | Behoud                                             | 1ste Ronde                                                 |
| 2000/01 | Segunda División B | 13de plaats  | Behoud                                             | Nee                                                        |
| 2001/02 | Segunda División B | 12de plaats  | Behoud                                             | Nee                                                        |
| 2002/03 | Segunda División B | 11de plaats  | Behoud                                             | Nee                                                        |
| 2003/04 | Segunda División B | 15de plaats  | Behoud                                             | Nee                                                        |
| 2004/05 | Segunda División B | 13de plaats  | Behoud                                             | Nee                                                        |
| 2005/06 | Segunda División B | Kampioen     | Uitgeschakeld 1° ronde play off, behoud            | Nee                                                        |
| 2006/07 | Segunda División B | 5de plaats   | Behoud                                             | 2de Ronde                                                  |
| 2007/08 | Segunda División B | 8ste plaats  | Behoud                                             | 2de Ronde                                                  |
| 2008/09 | Segunda División B | Kampioen     | Play off, stijgt naar Segunda División A           | Nee                                                        |
| 2009/10 | Segunda División A | 5de plaats   | Behoud                                             | 3de Ronde                                                  |
| 2010/11 | Segunda División A | 13de plaats  | Behoud                                             | 2de Ronde                                                  |
| 2011/12 | Segunda División A | 20ste plaats | Degradatie                                         | 2de Ronde                                                  |
| 2012/13 | Segunda División B | 2de plaats   | Uitgeschakeld 1° ronde play off, behoud            | 1ste Ronde                                                 |
| 2013/14 | Segunda División B | 3de plaats   | Uitgeschakeld 1° ronde play off, behoud            | 4de Ronde of 1/16 finale, uitgeschakeld door FC Barcelona  |
| 2014/15 | Segunda División B | 16de plaats  | Play down, behoud                                  | 1ste Ronde                                                 |
| 2015/16 | Segunda División B | 7de plaats   | Behoud                                             | Nee                                                        |
| 2016/17 | Segunda División B | 4de plaats   | Uitgeschakeld 2° ronde play off, behoud            | 2de Ronde                                                  |
| 2017/18 | Segunda División B | Kampioen     | Play off, uitgeschakeld in de twee finales, behoud | 4de Ronde of 1/16 finale, uitgeschakeld door FC Sevilla    |
| 2018/19 | Segunda División B | 2de plaats   | Uitgeschakeld 2° ronde play off, behoud            | 2de Ronde                                                  |
| 2019/20 | Segunda División B | Kampioen     | Play off, stijgt naar Segunda División A           | 1/32 finale                                                |
| 2020/21 | Segunda División A | 16de plaats  | Behoud                                             | 1ste Ronde                                                 |
| 2021/22 | Segunda División A | 9de plaats   | Behoud                                             | 4de Ronde of 1/16 finale, uitgeschakeld door Valencia CF   |
| 2022/23 | Segunda División A | 9de plaats   | Behoud                                             | 4de Ronde of 1/16 finale, uitgeschakeld door Villarreal CF |
| 2023/24 | Segunda División A | 14de plaats  | Behoud                                             | 4de Ronde of 1/16 finale, uitgeschakeld door Valencia CF   |
| 2024/25 | Segunda División A | 22e plaats   | Degradatie                                         | 4de Ronde of 1/16 finale, uitgeschakeld door CD Leganés    |
| 2025/26 | Primera Federación |              |                                                    |                                                            |

### Eindklasseringen competitie
- 1996 2e
1e regionaal
- 1997 1e
Tercera División
- 1998 1e
Tercera División
- 1999 2e
Segunda División B
- 2000 8e
Segunda División B
- 2001 13e
Segunda División B
- 2002 12e
Segunda División B
- 2003 11e
Segunda División B
- 2004 15e
Segunda División B
- 2005 13e
Segunda División B
- 2006 1e
Segunda División B
- 2007 5e
Segunda División B
- 2008 8e
Segunda División B
- 2009 1e
Segunda División B
- 2010 5e
Segunda División
- 2011 13e
Segunda División
- 2012 20e
Segunda División
- 2013 2e
Segunda División B
- 2014 3e
Segunda División B
- 2015 16e
Segunda División B
- 2016 7e
Segunda División B
- 2017 4e
Segunda División B
- 2018 1e
Segunda División B
- 2019 2e
Segunda División B
- 2020 1e
Segunda División B
- 2021 16e
Segunda División
- 2022 9e
Segunda División
- 2023 9e
Segunda División
- 2024 14e
Segunda División
- 2025 22e
Segunda División
- 2026
Primera Federación

- Segunda División
- Primera Federación
- Segunda División B
- Tercera Federación
- 1e regionaal

## Ploegsamenstelling 2025/2026
| Num. | Nat.                                  | Naam                                        | Positie      | Begin contract | Einde contract              | Vorige club                        |
| ---- | ------------------------------------- | ------------------------------------------- | ------------ | -------------- | --------------------------- | ---------------------------------- |
| 13   | Vlag van Colombia                     | Luis Alberto García Pacheco "Lucho García"  | Doelman      | Sinds 2025     | Tot 2026                    | Algeciras CF                       |
| 1    | Vlag van Spanje                       | Iván Martínez Marques                       | Doelman      | Sinds 2025     | Tot 2026                    | Unionistas de Salamanca CF         |
| 30   | Vlag van Ecuador · Vlag van Spanje    | Jhafets Christ Dick Reyes "Jhafets"         | Doelman      | Sinds 2024     | Tot 2028                    | Jeugdspeler                        |
| 22   | Vlag van Spanje                       | José Ignacio Martínez García "Nacho"        | Verdediger   | Sinds 202501   | Tot 2026                    | CD Tenerife                        |
| 5    | Vlag van Spanje                       | Imanol Baz Berganza                         | Verdediger   | Sinds 2025     | Tot 2026                    | Unionistas de Salamanca CF         |
| 4    | Vlag van Spanje                       | Rubén Serrano Acevedo                       | Verdediger   | Sinds 2025     | Tot 2026                    | Recreativo Huelva                  |
| 18   | Vlag van Spanje                       | Daniel Perejón Cera                         | Verdediger   | Sinds 2025     | Tot 2026                    | Recreativo Huelva                  |
| 24   | Vlag van Spanje                       | Marco Carrascal García                      | Verdediger   | Sinds 2025     | Tot 2026                    | Racing de Santander                |
| 2    | Vlag van Spanje                       | Marc Jurado Gómez                           | Verdediger   | Sinds 2025     | Tot 2026                    | RCD Espanyol                       |
| 15   | Vlag van Spanje                       | Francisco Manuel Vélez Jiménez "Fran Vélez" | Verdediger   | Sinds 2025     | Tot 2026                    | Aris FC                            |
|      | Vlag van Spanje                       | Luca Löhr                                   | Verdediger   | Sinds 2025     | Tot 2028                    | Getafe CF B                        |
|      | Vlag van Spanje                       | Nil Jiménez Berral                          | Verdediger   | Sinds 2025     | Tot 2026                    | Gimnàstic de Tarragona             |
| 6    | Vlag van Spanje                       | Alejandro Fidalgo González "Alex"           | Middenvelder | Sinds 2025     | Tot 2026                    | Ourense CF                         |
| 8    | Vlag van Spanje                       | Pablo Guido Larrea Gambara                  | Middenvelder | Sinds 2025     | Tot 2026                    | Algeciras CF                       |
| 10   | Vlag van Spanje                       | Edgar Alcañiz Baldovi                       | Middenvelder | Sinds 2025     | Tot 2026                    | Geleend van UD Levante             |
|      | Vlag van Spanje                       | Víctor Moya Martínez "Chuca"                | Middenvelder | Sinds 2025     | Tot 2026                    | Unionistas de Salamanca CF         |
|      | Vlag van Argentinië · Vlag van Spanje | Pablo De Blasis                             | Middenvelder | Sinds 2025     | Tot 2026 met optie tot 2027 | Gimnasia La Plata                  |
| 9    | Vlag van Spanje                       | Alfredo Ortuño Martínez                     | Aanvaller    | Sinds 2021     | Tot 2026                    | Albacete Balompié                  |
|      | Vlag van Spanje                       | Carlos Calderón López                       | Aanvaller    | Sinds 2025     | Tot 2026                    | Cultural Leonesa                   |
| 23   | Vlag van Spanje                       | Nacho Sánchez Romo                          | Aanvaller    | Sinds 2025     | Tot 2026                    | Racing de Ferrol                   |
| 17   | Vlag van Spanje                       | Kevin Sánchez Rey                           | Aanvaller    | Sinds 2025     | Tot 2026                    | Geleend van Deportivo de La Coruña |
| 11   | Vlag van Spanje                       | Luis Miguel Redondo Fernández "Luismi"      | Aanvaller    | Sinds 2025     | Tot 2026                    | Geleend van FC Andorra             |
| 19   | Vlag van Spanje                       | Christian Borrego Isabel "Chiki"            | Aanvaller    | Sinds 2025     | Tot 2026                    | Racing de Ferrol                   |

## Uitgeleende spelers 2025/2026
| Nat.            | Naam            | Positie    | Begin contract | Einde contract | Vorige club    | Uitgeleend   |
| --------------- | --------------- | ---------- | -------------- | -------------- | -------------- | ------------ |
| Vlag van Spanje | Pablo Moyá Vega | Verdediger | 2025           | 2027           | RCD Mallorca B | CD Arenteiro |

## Uitgaande transfers zomer 2025/2026
| Nat.                                              | Naam                              | Positie      | Nieuwe club                                                            |
| ------------------------------------------------- | --------------------------------- | ------------ | ---------------------------------------------------------------------- |
| Vlag van Argentinië · Vlag van Italië             | Damián Marcelo Musto              | Middenvelder | Gestopt                                                                |
| Vlag van Spanje                                   | Pablo Cuñat Campos                | Doelman      | Einde leen, terugkeer naar Levante UD                                  |
| Vlag van Spanje                                   | Toni Fuidias Ribera               | Doelman      | Einde leen, terugkeer naar Girona FC                                   |
| Vlag van Spanje                                   | Jesús Hernández Mesas             | Verdediger   | Juventud de Torremolinos CF                                            |
| Vlag van Spanje                                   | Francisco José Olivas Alba "Kiko" | Verdediger   |                                                                        |
| Vlag van Spanje                                   | Martín Agirregabiria Padilla      | Verdediger   |                                                                        |
| Vlag van Montenegro · Vlag van Servië             | Nikola Šipčić                     | Verdediger   | Einde leen, terugkeer naar CD Tenerife, waarna naar Asteras Tripolis   |
| Vlag van Montenegro                               | Andrija Vukčević                  | Verdediger   | Einde leen, terugkeer naar FC Juárez, waarna naar Preston North End FC |
| Vlag van Spanje                                   | Jorge Moreno San Vidal            | Verdediger   | Einde leen, terugkeer naar CA Osasuna, waarna naar Cádiz CF            |
| Vlag van Spanje                                   | Julián Javier Delmás Germán       | Verdediger   |                                                                        |
| Vlag van Spanje                                   | José Luis Muñoz León              | Middenvelder |                                                                        |
| Vlag van Spanje                                   | José Andrés Rodríguez Gaitán      | Middenvelder | NorthEast United FC                                                    |
| Vlag van Spanje                                   | Óscar Clemente Mues               | Middenvelder | Einde leen, terugkeer naar Levante UD                                  |
| Vlag van Equatoriaal-Guinea                       | José Ndong Machín Dicombo "Pepín" | Middenvelder | Einde leen, terugkeer naar AC Monza                                    |
| Vlag van Colombia                                 | Daniel Andrés Luna García         | Middenvelder | Einde leen, terugkeer naar RCD Mallorca                                |
| Vlag van Spanje                                   | Assane Ndiaye Dione               | Middenvelder | CF Estrela da Amadora                                                  |
| Vlag van Dominicaanse Republiek · Vlag van Spanje | Rafael Leonardo Núñez Mata        | Middenvelder | Einde leen, terugkeer naar Elche CF                                    |
| Vlag van Spanje                                   | Alejandro Millán Iranzo           | Aanvaller    | CD Leganès                                                             |
| Vlag van Spanje                                   | Pedro Alcalá Guirado              | Verdediger   | Ontbinding lopend contract                                             |
| Vlag van Spanje                                   | Sergio Guerrero Romero "Mini"     | Middenvelder | Bruk-Bet Termalica Nieciecza                                           |
| Vlag van Spanje                                   | Daniel Escriche Romero            | Aanvaller    | Einde leen, terugkeer naar Albacete Balompié                           |
| Vlag van Uruguay                                  | Gastón Joaquín Valles Velázquez   | Aanvaller    | Einde leen, terugkeer naar RCD Espanyol                                |
| Vlag van Marokko · Vlag van Spanje                | Salim El Jebari El Hannouni       | Aanvaller    | Einde leen, terugkeer naar Atlético Madrid B                           |

## Uitgaande transfers winter 2024/2025
| Nat.                                  | Naam                         | Positie      | Nieuwe club                                         |
| ------------------------------------- | ---------------------------- | ------------ | --------------------------------------------------- |
| Vlag van Spanje                       | Jairo Izquierdo González     | Middenvelder | Elche CF                                            |
| Vlag van Spanje                       | Gonzalo Cacicedo Verdú       | Verdediger   | Gestopt                                             |
| Vlag van Argentinië · Vlag van Italië | Lucas Ayrton Román "Pocho"   | Aanvaller    | Leen ontbonden, terugkeer naar FC Barcelona Atlètic |
| Vlag van Spanje                       | Hugo González Sotos          | Aanvaller    | Leen ontbonden, terugkeer naar Valencia CF          |
| Vlag van Spanje                       | José Antonio Ríos Reina      | Verdediger   |                                                     |
| Vlag van Kameroen · Vlag van Spanje   | Cedric Wilfried Teguia Noubi | Aanvaller    | Moreirense FC                                       |

## Bekende spelers

### Wedstrijden
Deze dertig huidige of gewezen spelers van FC Cartagena speelden de meeste officiële wedstrijden.
| Positie | Nat.                                  | Naam                                     | Seizoenen                | Totaal | Wed. 2A | Wed. 2B | Wed. 3 | Wed. Pref | Wed. Beker |
| ------- | ------------------------------------- | ---------------------------------------- | ------------------------ | ------ | ------- | ------- | ------ | --------- | ---------- |
| 1       | Vlag van Spanje                       | Mariano Sanchez Martinez                 | 2005-2014                | 313    | 108     | 195     | 0      | 0         | 10         |
| 2       | Vlag van Spanje                       | Alberto Javier García Pérez              | 1996-2002                | 212    | 0       | 133     | 77     | 0         | 2          |
| 3       | Vlag van Spanje                       | Ander Lafuente Aguado                    | 2005-2008 & 2009-2012    | 205    | 107     | 94      | 0      | 0         | 4          |
| 4       | Vlag van Spanje                       | Francisco Javier Manzano Pallarés "Javi" | 1995-2001                | 184    | 0       | 89      | 68     | 25        | 2          |
| 5       | Vlag van Spanje                       | Arturo Igoroin Sanjurjo "Sivori"         | 2003-2008                | 173    | 0       | 170     | 0      | 0         | 3          |
| 6       | Vlag van Spanje                       | Alfredo Ortuño Martínez                  | 2021-Heden               | 165    | 153     | 0       | 0      | 0         | 12         |
| 7       | Vlag van Spanje                       | Jesús Reguillos Moya "Limones"           | 2013-2017                | 152    | 0       | 149     | 0      | 0         | 3          |
| 8       | Vlag van Spanje                       | Jesús Álvaro García                      | 2015-2019                | 147    | 0       | 142     | 0      | 0         | 5          |
| 9       | Vlag van Spanje                       | Sergio Jiménez García "Sergio"           | 2012-2018                | 147    | 0       | 141     | 0      | 0         | 6          |
| 10      | Vlag van Spanje                       | Leoncio Gómez Celdrán "Leo"              | 1997-2001 & 2005-2009    | 138    | 0       | 126     | 8      | 0         | 4          |
| 11      | Vlag van Spanje                       | Juan Manuel Cabrejo Pasantes             | 2005-2009                | 136    | 0       | 134     | 0      | 0         | 2          |
| 12      | Vlag van Spanje                       | Pedro Alcalá Guirado                     | 2021-2025                | 133    | 126     | 0       | 0      | 0         | 7          |
| 13      | Vlag van Spanje                       | José Carmelo Socorro Trujillo "Trujillo" | 1998-2001                | 131    | 0       | 128     | 0      | 0         | 3          |
| 14      | Vlag van Spanje                       | Marc Martínez Aranda                     | 2019-202401              | 130    | 98      | 29      | 0      | 0         | 3          |
| 15      | Vlag van Spanje                       | Moisés García Rosa                       | 2015-2019                | 128    | 0       | 124     | 0      | 0         | 4          |
| 16      | Vlag van Spanje                       | Juan Carlos Ceballos Pinto "Ceballos"    | 2012-2013 & 2014-201801  | 128    | 0       | 123     | 0      | 0         | 5          |
| 17      | Vlag van Spanje                       | Cristian Urbistondo Lopez "Txiqui"       | 2008-2012                | 119    | 82      | 35      | 0      | 0         | 2          |
| 18      | Vlag van Spanje                       | Xavier Molist Berga                      | 2005-2008                | 113    | 0       | 112     | 0      | 0         | 1          |
| 19      | Vlag van Spanje                       | Óscar Ramírez Martín                     | 2016-2019                | 108    | 0       | 102     | 0      | 0         | 6          |
| 20      | Vlag van Spanje                       | Eladio Zorrilla Jiménez "Elady"          | 2018-2021                | 106    | 40      | 61      | 0      | 0         | 5          |
| 21      | Vlag van Spanje                       | Cristo Martín Hernández                  | 2015-2019                | 106    | 0       | 102     | 0      | 0         | 4          |
| 22      | Vlag van Argentinië · Vlag van Italië | Damián Marcelo Musto                     | 2022-2025                | 103    | 97      | 0       | 0      | 0         | 6          |
| 23      | Vlag van Argentinië · Vlag van Spanje | Pablo De Blasis                          | 202101-2023 & 2025-Heden | 101    | 96      | 0       | 0      | 0         | 5          |
| 24      | Vlag van Spanje                       | Jairo Izquierdo González                 | 2022-202501              | 99     | 93      | 0       | 0      | 0         | 6          |
| 25      | Vlag van Spanje                       | Orlando Gutiérrez Callejo                | 2005-2008                | 98     | 0       | 95      | 0      | 0         | 3          |
| 26      | Vlag van Spanje                       | Miguel Ángel Cordero Sánchez             | 2017-202012              | 97     | 3       | 87      | 0      | 0         | 7          |
| 27      | Vlag van Spanje                       | Carlos Carmona Bonet                     | 2006-2009                | 96     | 0       | 93      | 0      | 0         | 3          |
| 28      | Vlag van Spanje                       | Rufino Mateo Collado Fernández "Rufo"    | 1998-2002                | 92     | 0       | 89      | 0      | 0         | 3          |
| 29      | Vlag van Spanje                       | Juan Carlos Sanromán Elexpuru            | 2000-2003                | 90     | 0       | 90      | 0      | 0         | 0          |
| 30      | Vlag van Spanje                       | Luis Miguel Garrido Santos               | 1998-2000 & 2002-2003    | 89     | 0       | 88      | 0      | 0         | 1          |

### Doelpunten
Deze huidige of gewezen spelers van FC Cartagena hebben minstens 20 doelpunten gescoord tijdens officiële wedstrijden.
| Positie | Nat.            | Naam                                 | Seizoenen               | Totaal | Wed. 2A | Wed. 2B | Wed. 3 | Wed. Beker |
| ------- | --------------- | ------------------------------------ | ----------------------- | ------ | ------- | ------- | ------ | ---------- |
| 1       | Vlag van Spanje | Alberto Javier García Pérez          | 1996-2002               | 62     | 0       | 22      | 40     | 0          |
| 2       | Vlag van Spanje | Rubén Castro Martín "RC7"            | 2020-2022               | 39     | 39      | 0       | 0      | 0          |
| 3       | Vlag van Spanje | Francisco Martínez Jiménez "Keko"    | 1998-2000               | 39     | 0       | 33      | 6      | 0          |
| 4       | Vlag van Spanje | José Verdú Nicolás "Toché"           | 2009-2011               | 38     | 35      | 0       | 0      | 3          |
| 5       | Vlag van Spanje | Arturo Igoroin Sanjurjo "Sivori"     | 2003-2008               | 37     | 0       | 37      | 0      | 0          |
| 6       | Vlag van Spanje | Eladio Zorrilla Jiménez "Elady"      | 2018-2021               | 36     | 7       | 28      | 0      | 1          |
| 7       | Vlag van Spanje | Xavier Molist Berga                  | 2005-2008               | 35     | 0       | 35      | 0      | 0          |
| 8       | Vlag van Spanje | Carlos Sánchez Llamas "Carlos"       | 1997-1999               | 34     | 0       | 1       | 32     | 1          |
| 9       | Vlag van Spanje | Alfredo Ortuño Martínez              | 2021-heden              | 32     | 25      | 0       | 0      | 7          |
| 10      | Vlag van Spanje | Isaac Aketxe Barrutia                | 2017-2019               | 25     | 0       | 25      | 0      | 0          |
| 11      | Vlag van Spanje | Carlos Carmona Bonet                 | 2006-2009               | 24     | 0       | 24      | 0      | 0          |
| 12      | Vlag van Spanje | Sabino Sánchez Parra "Sabino"        | 2005-2007               | 22     | 0       | 22      | 0      | 0          |
| 13      | Vlag van Spanje | Fernando Rodríguez Ortega "Fernando" | 2013-2014 & 2016-201701 | 22     | 0       | 20      | 0      | 2          |
| 14      | Vlag van Spanje | Víctor Fernández                     | 2009-2011               | 21     | 21      | 0       | 0      | 0          |

### Totale carrière
Deze huidige of gewezen spelers van FC Cartagena hebben een belangrijke rol gespeeld bij een club, die op dat moment op het hoogste niveau van hun nationale competitie speelde.
| Nat.                                  | Naam                                    | Aangesloten Efesé         |
| ------------------------------------- | --------------------------------------- | ------------------------- |
| Vlag van Spanje                       | Manuel Almunia Rivero                   | 1999-2000                 |
| Vlag van Spanje                       | Jaime Gavilán                           | 2003-2004                 |
| Vlag van België · Vlag van Spanje     | Urko                                    | 2005                      |
| Vlag van Spanje                       | Carlos Carmona Bonet                    | 2007-2009                 |
| Vlag van Spanje                       | Mariano González Maroto "Nano"          | 2008-2009                 |
| Vlag van Spanje                       | Rubén Martínez Andrade "Rubén"          | 2008-2010                 |
| Vlag van Spanje                       | Enrique de Lucas                        | 2009-2010                 |
| Vlag van Spanje                       | Víctor Fernández                        | 2009-2011                 |
| Vlag van Frankrijk                    | Pascal Cygan                            | 2009-2011                 |
| Vlag van Spanje                       | José Verdú Nicolás "Toché"              | 2009-2011                 |
| Vlag van Spanje                       | Jesus Maria Herrero Gomez "Chus"        | 2009-2012                 |
| Vlag van Spanje                       | Francisco Casilla Cortés                | 2010-2011                 |
| Vlag van Brazilië                     | Pedro Roberto Silva Botelho             | 2010-2011                 |
| Vlag van Spanje                       | Sergio Gontán Gallardo                  | 2010-2011                 |
| Vlag van Spanje                       | Juan Torres Ruiz "Cala"                 | 2010-2011                 |
| Vlag van Spanje                       | Francisco José Maldonado Collante       | 2010-201201               |
| Vlag van Spanje                       | Antonio Moral Segura                    | 2010-2012                 |
| Vlag van Spanje                       | Asier Goiria Etxebarria                 | 2010-201201               |
| Vlag van Frankrijk                    | Franck Signorino                        | 201001-2010               |
| Vlag van Equatoriaal-Guinea           | Javier Ángel Balboa Osa                 | 201001-2010               |
| Vlag van Spanje                       | Xabier Etxeita Gorritxategi             | 201001-2010               |
| Vlag van Spanje                       | José Miguel González Rey "Josemi"       | 2011-2012                 |
| Vlag van Spanje                       | Abraham Paz Cruz "Paz"                  | 2011-2012                 |
| Vlag van Spanje                       | Manuel Reina Rodríguez                  | 2011-2012                 |
| Vlag van Spanje                       | Raúl Goni Bayo                          | 2011-2012                 |
| Vlag van Spanje                       | Manuel Torres Caturla "Manu Torres"     | 2011-2012                 |
| Vlag van Brazilië                     | Cléber Monteiro de Oliveira "Cléber"    | 2011-2012                 |
| Vlag van Spanje                       | Dimas Delgado Morgado "Dimas"           | 2011-2012                 |
| Vlag van Spanje                       | Juan Manuel Barrero Barrero "Juanma"    | 2011-2012                 |
| Vlag van Spanje                       | Álvaro Antón Camarero                   | 2011-2012                 |
| Vlag van Spanje                       | Manuel Gaspar Haro "Manolo Gaspar"      | 2011-2012                 |
| Vlag van Spanje                       | Salvador Pérez Martínez                 | 2011-2012                 |
| Vlag van Spanje                       | Héctor Font Romero "Héctor Font"        | 201201-2012               |
| Vlag van Spanje                       | Braulio Nóbrega Rodríguez "Braulio"     | 201201-2012               |
| Vlag van Nigeria                      | Kabiru Akinsola Olarewaju               | 201210-201212             |
| Vlag van Spanje                       | Antonio Jesús Regal Angulo "Antoñito"   | 2013-2014 & 202101-202201 |
| Vlag van Spanje                       | Miquel Robusté Colomer "Miquel Robusté" | 2014-2015                 |
| Vlag van Spanje                       | Gonzalo Cacicedo Verdú                  | 2015-2017 & 2023-2025     |
| Vlag van Spanje                       | Daniel Abalo Paulos                     | 2017-2019                 |
| Vlag van Spanje                       | Miguel Ángel Cordero Sánchez            | 2017-2020                 |
| Vlag van Spanje                       | Víctor José Añino Bermúdez "Vitolo"     | 2018-2019                 |
| Vlag van Uruguay                      | Jorge Ciro Fucile Perdomo "Fucile"      | 2019                      |
| Vlag van Spanje                       | José Antonio García Rabasco "Verza"     | 2019-2021                 |
| Vlag van Spanje                       | Pablo Clavería Herráiz                  | 2020-202201               |
| Vlag van Spanje                       | Nacho Gil                               | 2020-2022                 |
| Vlag van Spanje                       | Alberto de la Bella                     | 2020-2022                 |
| Vlag van Spanje                       | Rubén Castro Martín                     | 2020-2022                 |
| Vlag van Spanje                       | Alejandro Gallar Falguera               | 2020-2022                 |
| Vlag van Kroatië                      | Toni Datković                           | 202101-2021 & 202201-2023 |
| Vlag van Argentinië · Vlag van Spanje | Pablo De Blasis                         | 202101-2023 & 2025-Heden  |
| Vlag van Italië · Vlag van Argentinië | Leandro Chichizola                      | 202101-2021               |
| Vlag van Spanje                       | Raúl Rodríguez Navas "Navas"            | 202101-2021               |
| Vlag van Georgië                      | Giorgi Aboerdzjania                     | 202101-2021               |
| Vlag van Spanje                       | Cristian López Santamaría "Cristian"    | 202102-2021               |
| Vlag van Nigeria                      | Ramon Azeez                             | 202102-2021               |
| Vlag van Frankrijk                    | Yann Bodiger                            | 2021-2022                 |
| Vlag van Spanje                       | Pedro Alcalá Guirado                    | 2021-2025                 |
| Vlag van Uruguay                      | Gastón Alexis Silva Perdomo             | 2021-2022                 |
| Vlag van Japan                        | Shinji Okazaki                          | 2021-2022                 |
| Vlag van Uruguay · Vlag van Italië    | Sebastián Cristóforo                    | 202201-2022               |
| Vlag van Argentinië · Vlag van Italië | Julio Alberto Buffarini                 | 202201-2022               |
| Vlag van Spanje                       | Francisco José Olivas Alba "Kiko"       | 2022-2025                 |
| Vlag van Spanje                       | Mikel Rico Moreno                       | 2022-2024                 |
| Vlag van Spanje                       | David Ferreiro Quiroga                  | 2022-202401               |
| Vlag van Argentinië · Vlag van Italië | Damián Marcelo Musto                    | 2022-2025                 |
| Vlag van Albanië                      | Armando Sadiku                          | 2022-2023                 |
| Vlag van Spanje                       | Jaime Romero Gómez                      | 2022-202212               |
| Vlag van Portugal                     | Pedro Filipe Figueiredo Rodrigues       | 202301-2023               |
| Vlag van Kameroen                     | Yan Brice Eteki                         | 202301-2023               |
| Vlag van Colombia                     | Juan José Narváez Solarte "Juanjo"      | 2023-2025                 |
| Vlag van Spanje                       | Jonathan Rodríguez Menéndez "Jony"      | 2023                      |
| Vlag van Spanje                       | Alejandro Millán Iranzo                 | 202501-2025               |
| Vlag van Spanje                       | José Ignacio Martínez García "Nacho"    | 202502-                   |

### Spelers van de lage landen
Deze huidige of gewezen spelers van FC Cartagena hebben de Belgische of Nederlandse nationaliteit.
| Nat.                                      | Naam                    | Aangesloten Efesé |
| ----------------------------------------- | ----------------------- | ----------------- |
| Vlag van België                           | Urko                    | 2005              |
| Vlag van Nederland                        | Riga Mustapha "Riga"    | 2010-2011         |
| Vlag van België                           | Álex Craninx            | 201801-2018       |
| Vlag van België                           | Andy Kawaya             | 2021-202201       |
| Vlag van El Salvador · Vlag van Nederland | Enrico Dueñas Hernández | 2022-2023         |
| Vlag van Nederland                        | Hector Hevel            | 2023-202401       |

### Spelers actief in een competitie van de Lage Landen
Deze huidige of gewezen spelers van FC Cartagena hebben gespeeld bij een ploeg uit de Belgische of Nederlandse competitie.
| Nat.                                       | Naam                             | Aangesloten Efesé         | Club uit lage landen                        |
| ------------------------------------------ | -------------------------------- | ------------------------- | ------------------------------------------- |
| Vlag van België                            | Urko                             | 2005                      | RSC Anderlecht                              |
| Vlag van Frankrijk                         | Franck Signorino                 | 2010                      | Sporting Charleroi                          |
| Vlag van Peru                              | Juan Diego González-Vigil        | 2010 - 201001             | SV Zulte Waregem                            |
| Vlag van Nederland                         | Riga Mustapha "Riga"             | 2010 - 2011               | Vitesse, RBC Roosendaal en Sparta Rotterdam |
| Vlag van Frankrijk                         | Thierry Alain Florian Taulemesse | 2012 - 2013               | AS Eupen                                    |
| Vlag van Spanje                            | Carlos David Moreno Hernandez    | 2013 - 2014 & 2019 - 2021 | Excelsior Moeskroen en Union Sint-Gillis    |
| Vlag van Spanje                            | Rubén Martínez Andrade           | 2008 - 2010               | RSC Anderlecht                              |
| Vlag van België                            | Álex Craninx                     | 201801-2018               | Sparta Rotterdam en RFC Seraing             |
| Vlag van Spanje                            | Sergio Ayala López               | 2018 - 2020               | Sint-Truidense VV                           |
| Vlag van Servië                            | Đorđe Jovanović                  | 2019 - 2020               | KSC Lokeren                                 |
| Vlag van Zwitserland · Vlag van Peru       | Jean-Pierre Patrick Rhyner Pebe  | 2020-202101               | FC Emmen                                    |
| Vlag van Georgië                           | Giorgi Aboerdzjania              | 202101-2021               | FC Twente                                   |
| Vlag van België                            | Andy Kawaya                      | 2021-202201               | RSC Anderlecht, Willem II en KV Mechelen    |
| Vlag van Ghana                             | Mohammed Dauda                   | 2021-2022                 | RSC Anderlecht en Vitesse                   |
| Vlag van Japan                             | Shinji Okazaki                   | 2021-2022                 | Sint-Truidense VV                           |
| Vlag van Spanje                            | Iván Calero Ruiz                 | 2022-2024                 | Sparta Rotterdam                            |
| Vlag van El Salvador · Vlag van Nederland  | Enrico Dueñas Hernández          | 2022-2023                 | Vitesse, FC Eindhoven en TOP Oss            |
| Vlag van Nederland                         | Hector Hevel                     | 2023-202401               | ADO Den Haag                                |
| Vlag van Spanje                            | José Manuel Fontán Mondragón     | 2023-2024                 | Go Ahead Eagles                             |
| Vlag van Guinee-Bissau · Vlag van Portugal | Úmaro Embaló                     | 2023-202401               | Fortuna Sittard                             |
| Vlag van Montenegro                        | Andrija Vukčević                 | 2024-2025                 | Waasland-Beveren                            |
| Vlag van Spanje                            | Alejandro Millán Iranzo          | 202501-2025               | Cercle Brugge en Union Sint-Gillis          |

### Spelers actief in hun nationale ploeg
Deze huidige of gewezen spelers van FC Cartagena hebben gespeeld bij hun nationale ploeg.
| Nationale selectie | Naam                                   | Wedstrijden nat. sel. | Doelpunten nat. sel. |
| ------------------ | -------------------------------------- | --------------------- | -------------------- |
| Panama             | Alberto Abdiel Quintero Medina         | 137                   | 7                    |
| Japan              | Shinji Okazaki                         | 119                   | 50                   |
| Panama             | Adalberto Eliécer Carrasquilla Alcázar | 55                    | 3                    |
| Uruguay            | Jorge Fucile                           | 49                    | 0                    |
| Equatoriaal-Guinea | Juvenal Edjogo-Owono                   | 39                    | 8                    |
| Georgië            | Giorgi Aboerdzjania                    | 39                    | 1                    |
| Albanië            | Armando Sadiku                         | 38                    | 12                   |
| Burkina Faso       | Yacouba Coulibaly                      | 33                    | 0                    |
| Equatoriaal-Guinea | Javier Ángel Balboa Osa                | 31                    | 4                    |
| Uruguay            | Gastón Alexis Silva Perdomo            | 19                    | 0                    |
| El Salvador        | Enrico Dueñas Hernández                | 15                    | 1                    |
| Montenegro         | Andrija Vukčević                       | 15                    | 0                    |
| Equatoriaal-Guinea | Iván Bolado Palacios                   | 12                    | 1                    |
| Chili              | Tomás Jesús Alarcón Vergara            | 12                    | 0                    |
| Montenegro         | Nikola Šipčić                          | 10                    | 0                    |
| Cyprus             | Urko Pardo                             | 8                     | 0                    |
| Nigeria            | Ramon Azeez                            | 6                     | 0                    |
| Peru               | Juan Diego González-Vigil              | 4                     | 0                    |
| Equatoriaal-Guinea | Sergio Barila                          | 3                     | 1                    |
| Ghana              | Owusu Kwabena                          | 3                     | 0                    |
| Spanje             | Víctor Fernández                       | 1                     | 0                    |
| Spanje             | Francisco Casilla Cortés               | 1                     | 0                    |
| Spanje             | Xabier Etxeita Gorritxategi            | 1                     | 0                    |
| IJsland            | Diego Johannesson                      | 1                     | 0                    |
| Kroatië            | Toni Datković                          | 1                     | 0                    |
| Venezuela          | Josua Antonio Mejías García            | 1                     | 0                    |
| Servië             | Đorđe Jovanović                        | 1                     | 0                    |
| Polen              | Marcin Bułka                           | 1                     | 0                    |

## Bekende trainers

### Wedstrijden
De lijst van trainers die ten minste tijdens twintig officiële wedstrijden FC Cartagena onder hun hoede hadden.
| Pos. | Nat.             | Naam                                        | Seizoenen             | Totaal | Wed. 2A | Wed. 2B | Wed. 3 | Wed. Pref | Wed. Beker |
| ---- | ---------------- | ------------------------------------------- | --------------------- | ------ | ------- | ------- | ------ | --------- | ---------- |
| 1    | Vlag van Spanje  | Juan Ignacio Martínez                       | 2005-2006 & 2009-2011 | 137    | 84      | 50      | 0      | 0         | 3          |
| 2    | Vlag van Spanje  | Luis Miguel Carrión                         | 2021-2023             | 111    | 105     | 0       | 0      | 0         | 6          |
| 3    | Vlag van Spanje  | Alberto Jiménez Monteagudo                  | 2016-2018             | 107    | 0       | 101     | 0      | 0         | 6          |
| 4    | Vlag van Spanje  | Jesús Aranguren Merino                      | 1998-2000             | 95     | 0       | 92      | 0      | 0         | 3          |
| 5    | Vlag van Spanje  | Chechu Delgado                              | 1995-1996 & 2002      | 83     | 0       | 12      | 35     | 36        | 0          |
| 6    | Vlag van Uruguay | Gustavo Munúa                               | 2018-2019             | 63     | 0       | 60      | 0      | 0         | 3          |
| 7    | Vlag van Spanje  | Luis García Tevenet                         | 2013-2014             | 45     | 0       | 40      | 0      | 0         | 5          |
| 8    | Vlag van Spanje  | Julián Calero Fernández                     | 2023-2024             | 38     | 35      | 0       | 0      | 0         | 3          |
| 9    | Vlag van Spanje  | Juan Francisco Alcoy                        | 2004, 2005, 2007      | 38     | 0       | 36      | 0      | 0         | 2          |
| 10   | Vlag van Spanje  | Borja Jiménez Sáez                          | 2019-2020             | 30     | 18      | 11      | 0      | 0         | 1          |
| 11   | Vlag van Spanje  | José Antonio Rodríguez Girona "Machuca"     | 2003-2004             | 26     | 0       | 26      | 0      | 0         | 0          |
| 11   | Vlag van Spanje  | Manuel Sánchez Palomeque "Manuel Palomeque" | 2002, 2014-2015       | 26     | 0       | 26      | 0      | 0         | 0          |
| 13   | Vlag van Spanje  | Carlos Ríos                                 | 2011-2012             | 24     | 24      | 0       | 0      | 0         | 0          |
| 14   | Vlag van Spanje  | Fabriciano González "Fabri"                 | 2008-2009             | 23     | 0       | 23      | 0      | 0         | 0          |
| 14   | Vlag van Spanje  | Miguel Rivera Mora                          | 2003                  | 23     | 0       | 23      | 0      | 0         | 0          |
| 14   | Vlag van Spanje  | Víctor Fernández "Chingu"                   | 2015-2016             | 23     | 0       | 23      | 0      | 0         | 0          |
| 17   | Vlag van Spanje  | Pichi Lucas                                 | 2007-2008             | 22     | 0       | 22      | 0      | 0         | 0          |
| 17   | Vlag van Spanje  | José Rojo Martín "Pacheta"                  | 2012-2013             | 22     | 0       | 22      | 0      | 0         | 0          |
| 19   | Vlag van Spanje  | Pedro Valentín Mora                         | 1997-1998             | 21     | 0       | 0       | 21     | 0         | 0          |
| 20   | Vlag van Spanje  | Guillermo Fernández Romo                    | 2025                  | 20     | 20      | 0       | 0      | 0         | 0          |

### Prestaties
Deze huidige of gewezen trainers van FC Cartagena hebben een belangrijke rol gespeeld bij de ontwikkeling van de club uit Cartagena.
| Pos. | Nat.            | Naam                       | Prestaties |
| ---- | --------------- | -------------------------- | --- |
| 1    | Vlag van Spanje | Paco Jémez                 | Kampioen Segunda División B met winst play off en promotie (2008-2009) |
| 1    | Vlag van Spanje | Juan Ignacio Martínez      | Kampioen Segunda División B (2005-2006) & beste prestatie ooit van de ploeg met vijfde plaats Segunda División A (2009-2010). Het daaropvolgende jaar dertiende plaats en behoud.                        |
| 1    | Vlag van Spanje | Borja Jiménez Sáez         | Kampioen Segunda División B met winst play off en promotie (2019-2020) |
| 1    | Vlag van Spanje | Luis Miguel Carrión        | Behoud Segunda División A (2020-2021) en twee seizoenen negende plaats (2021-2023). Twee keer 1/16de finale van de Copa del Rey uitgeschakeld door Valencia CF (2021-2022) en Villarreal CF (2022-2023). |
| 5    | Vlag van Spanje | Alberto Jiménez Monteagudo | 1/16de finale van de Copa del Rey uitgeschakeld door FC Sevilla (2017-2018). Kampioen Segunda División B (2017-2018) zonder promotie                                                                     |
| 6    | Vlag van Spanje | Luis García Tevenet        | 1/16de finale van de Copa del Rey uitgeschakeld door FC Barcelona (2013-2014). |
| 7    | Vlag van Spanje | Pedro Valentin Mora        | Kampioen Tercera División met winst play off en promotie (1997-1998) |

### Totale carrière
Deze huidige of gewezen trainers van FC Cartagena hebben een belangrijke rol gespeeld bij een club, die op dat moment op het hoogste niveau van hun nationale competitie speelde.
| Nat.            | Naam                  | Aangesloten Efesé     | Hoogste niveau |
| --------------- | --------------------- | --------------------- | --- |
| Vlag van Spanje | Pepe Murcia           | 2002-2003             | Trainde in de Spaanse Primera División één seizoen bij Atlético Madrid. |
| Vlag van Spanje | Juan Ignacio Martínez | 2005-2006 & 2009-2011 | Trainde in de Spaanse Primera División tweede seizoenen bij UD Levante, één seizoen actief bij Real Valladolid en één seizoen bij UD Almería. Verder was hij actief bij twee Chinese ploegen, Shanghai Shenxin en Meizhou Meixian Techand F.C., en Al-Arabi, een ploeg op dat ogenblik spelend in de Premier League van Koeweit |
| Vlag van Spanje | Paco Jémez            | 2008-2009             | Trainde sinds het seizoen 2012-2013 in de Spaanse Primera División bij Rayo Vallecano (4 seizoenen), Granada CF (1 seizoen) en UD Las Palmas (1 seizoen). Voorts was hij van november 2016 een jaar actief in Mexico bij Cruz Azul.                                                                                             |

## Tweede elftal
FC Cartagena heeft lange tijd nooit een echt filiaal gehad, maar heeft steeds akkoorden gemaakt met andere ploegen. Het is pas vanaf het seizoen 2015-2016 waarop naast een ploeg met een samenwerkingsakkoord ook een echte B-ploeg werd ingeschreven.
Tijdens het seizoen 2010-2011 trad FC Cartagena-La Unión op als B-ploeg. Deze ploeg, opgericht in 2000, speelde op dat ogenblik in de Tercera División.
Vanaf het seizoen 2011-2012 treedt Cartagena FC op als B-ploeg. Deze ploeg opgericht in 1919, speelde tijdens het eerste jaar van de samenwerking in de Tercera División, maar kon zijn behoud niet afdwingen. Het daaropvolgende seizoen 2012-2013 eindigde de ploeg op de derde plaats van de Preferente van de Regio Murcia en zo werd de terugkeer naar de Tercera División onmiddellijk afgedwongen. In het verleden was dit de belangrijkste ploeg van de stad en speelde vijftien seizoenen in de Segunda División A (zie ook punt 1.3). Na het vertrek van voorzitter Francisco Gómez Hernández van FC Cartagena ontstond er een discussie over de schulden ten opzichte van het filiaal, waarna de samenwerking verbroken werd.
Dat zette de deur open om vanaf het seizoen 2014-2015 een akkoord te sluiten met CD El Algar, een ploeg uit de Preferente. In het totaal werden tijdens dat eerste seizoen zeven spelers opgeroepen om met het A-elftal te spelen en verloren ze zo de mogelijkheid om voor de ploeg uit El Algar te spelen. Bovendien verhuisde hun coach Manuel Palomeque naar de grote broer. Dat had een negatief gevolg op de sportieve resultaten. Om deze redenen werd vanaf het seizoen 2015-2016 naast CD El Algar een echte B-ploeg ingeschreven in de Primera Autonómica. Deze B-ploeg kwam er na de fusie met AD Soho CF Cartagena, een ploeg die vorig seizoen uit de Preferente degradeerde. Beide ploegen zouden een mooi resultaat behalen. CD El Algar eindigde zesde tijdens de reguliere competitie en plaatste zich zo voor de eindronde, waar ze in de eerste ronde CD Cieza en in de tweede ronde SFC Minerva de Alumbres uitschakelde en daardoor voor volgend seizoen een plaats in de Tercera División afdwongen. FC Cartagena B eindigde tweede na kampioen UD Abanilla en kon dankzij de promotie van CD El Algar haar plaats in Preferente innemen.
Vanaf het seizoen 2016-2017 zal EF Ciudad Jardín de ploeg uit El Algar vervangen als filiaal en speelt de B-ploeg in Preferente. Het tweede elftal eindigde derde na de reguliere competitie, maar werd in de play-off uitgeschakeld door CF Molina. Toen echter CF Lorca Deportivo de promotie naar Segunda División B kon afdwingen, kwam er een plaats vrij in de Tercera División, die ingenomen werd door het B-elftal.
Seizoen 2016-2017 was een kleurloos seizoen met een plaats in het midden van de reeks.
Tijdens het seizoen 2017-2018 won het B-elftal de Copa Federación (fase territorial) door de finale met 3-2 te winnen tegen Murcia Imperial.  Na een moeilijke heenronde volgde een zeer succesvolle terugronde en werd al bij al het behoud op een gemakkelijke manier afgedwongen met een achtste plaats in de eindafrekening.
Ook tijdens het seizoen 2018-2019 behaalde de ploeg de finale van de Copa Federación (fase territorial).  Deze keer heette de tegenstander NV Estudiantes, het filiaal van FC Jumilla.  Deze wedstrijd werd in het Cartagonova stadion met 3-1 gewonnen en zo werd de beker voor het tweede opeenvolgende jaar veroverd.  In de competitie ging het heel wat moeilijker.  Pas na de laatste speeldag werd het behoud veilig gesteld.  De ploeg won de uitwedstrijd bij Real Murcia B met 0-2 en eindigde zo op een zeventiende plaats van tweeëntwintig ploegen, de laatste plaats die behoud inhield.
Tijdens overgangsseizoen 2020-2021 was er lang uitzicht op een stijging naar de Segunda División RFEF, maar de finale tegen Mar Menor FC eindigde op een 1-1 gelijkspel.  Aangezien de ploeg uit Mar Menor een betere einduitslag had in de competitie, dwong zij de promotie af.
Tijdens het seizoen 2021-2022 zou in de Tercera División RFEF een lang gevecht met Yeclano Deportivo uitgevochten worden voor de titel.  Deze werd uiteindelijk verloren, maar de tweede plaats gaf toegang tot de eindronde.  Tijdens de regionale fase werd zowel eerste tegenstrever La Unión CF als tweede tegenstander Racing Murcia met 1-0 verslagen.  Tijdens de nationale finale werd CD Quintanar del Rey na verlengingen met 2-1 verslagen, zodat de ploeg de promotie afdwong.
Zo komt de ploeg vanaf seizoen 2022-2023 uit in de Segunda División RFEF en werd in groep 4 ingedeeld.  De ploeg was na de voorlaatste speeldag gered van directe degradatie en had nog één punt nodig om de degradatie play-offs te vermijden.  Deze punt werd de laatste speeldag behaald, zodat de ploeg een negende plaats uit de brand sleepte.  Het tweede seizoen 2023-2024 verliep veel moeilijker met de ploeg voor het grootste gedeelte op de allerlaatste plaats.  Zo was het na dertig speeldagen de eerste degradatie uit de geschiedenis van het filiaal een uitgemaakte zaak.
De geschiedenis van FC Cartagena B ziet er als volgt uit:
| Seizoen | Competitie            | Niveau | Positie     | Resultaat                                                                                           | Beker                                     |
| ------- | --------------------- | ------ | ----------- | --------------------------------------------------------------------------------------------------- | ----------------------------------------- |
| 2015/16 | Primera Autonómica    | VI     | 2de plaats  | Stijgt naar Preferente                                                                              |                                           |
| 2016/17 | Preferente            | V      | 3de plaats  | Stijgt naar Tercera División dankzij promotie Lorca Deportivo en dit ondanks uitschakeling play off |                                           |
| 2017/18 | Tercera División      | IV     | 8ste plaats | Behoud                                                                                              | Winnaar Copa Federación, fase territorial |
| 2018/19 | Tercera División      | IV     | 17de plaats | Behoud                                                                                              | Winnaar Copa Federación, fase territorial |
| 2019/20 | Tercera División      | IV     | 11de plaats | Behoud                                                                                              |                                           |
| 2020/21 | Tercera División      | IV     | 4de plaats  | Eindronde, winst tegen Racing Murcia, maar uitgeschakeld door Mar Menor FC, Behoud                  |                                           |
| 2021/22 | Tercera División RFEF | V      | 2de plaats  | Eindronde, winst tegen La Unión CF, Racing Murcia en CD Quintanar del Rey, Promotie                 |                                           |
| 2022/23 | Segunda Federación    | IV     | 9de plaats  | Behoud                                                                                              |                                           |
| 2023/24 | Segunda Federación    | IV     | 18de plaats | Degradatie                                                                                          |                                           |
| 2024/25 | Tercera División RFEF | V      | 14de plaats | Behoud                                                                                              |                                           |

## Vrouwenvoetbal
Op 8 maart 2020, tijdens de Internationale dag van de Vrouw, werd de vrouwenvoetbalploeg onder de naam FC Cartagena Femenino opgericht.  Vanaf seizoen 2020-2021 werd de ploeg ingeschreven in de preferente Autonómica.  Tijdens het seizoen 2021-2022 eindigde de ploeg op een mooie derde plaats.

## Jeugdploeg
De jeugdploegen, "Cantera" genoemd, kenden een groot succes op het einde van het seizoen 2020-2021.  De "Juvenil A", met spelers van 18 jaar of jonger, speelden op 6 juni 2021 kampioen in reeks X van de Liga Nacional Juvenil en spelen zo vanaf seizoen 2021-2022 op het hoogste niveau, División de Honor Juvenil de Fútbol.

## Uitbreiding naar andere sporttakken
Voorzitter Belmonte had bij de start van seizoen 2019-2020 beloofd dat bij een eventuele terugkeer naar de Segunda División A het merk "FC Cartagena" zou uitbreiden naar andere sporttakken.  Dat kaderde in het initiatief "FC Cartagena más que un club".  Op 2 oktober 2020 werd de ploeg uitgebreid tot volleybal, basketbal en handbal.  De samenwerking met bepaalde bestaande ploegen gaf de creatie van de volgende ploegen:  FC Cartagena Algar Surmenor, FC Cartagena Basket CB y FC Cartagena Balonmano.

### Volleybal
Vanaf seizoen 2020-2021 zou AD El Algar-Surmenor, dat sinds seizoen 2019-2020 op het hoogste niveau speelde, onder de koepel van voetbalploeg FC Cartagena komen. De ploeg zou vanaf dat moment onder de naam F.C. Cartagena-Algar Surmenor opereren.  Deze professionalisering kon echter niet beletten dat de ploeg als laatste eindigde en zo vanaf seizoen 2021-2022 weer aantrad in de Superliga Femenina 2.  Tijdens de eerste drie seizoenen kon de ploeg zich steeds kwalificeren voor de eindronde, maar de promotie ging steeds verloren.  Tijdens het seizoen 2023-2024 werd deze finale in Cartagena gespeeld.  Het seizoen 2024-2025 was minder succesvol en werd de eindronde niet behaald.
Op 5 augustus 2025 volgde dan de aankondiging dat de ploeg weer als een zelfstandige eenheid zou optreden.  De ingeroepen reden was de herstructurering van het voetbalteam, na de degradatie uit het professionele niveau op het einde van het seizoen 2024-2025.

### Basketbal
Vanaf seizoen 2020-2021 zou CAB Cartagena onder de koepel van voetbalclub FC Cartagena komen en als F.C. Caragena-C.B. door het leven gaan. Deze professionalisering leverde onmiddellijk zijn vruchten af. Na de reguliere competitie kon de ploeg zich kwalificeren voor de play ups.  Tijdens deze nacompetitie over drie wedstrijden, gaat de winnaar naar de liga LEB Plata.  Ook de tweede plaats geeft recht op een barragewedstrijd tegen de tweede van de andere reeks.  De eerste wedstrijd had plaats op 13 mei en werd met 75-57 gewonnen tegen Ciudad de Huelva.  Ook de daaropvolgende wedstrijd werd op 14 mei vrij gemakkelijk gewonnen met 72-56 van de B-ploeg van Estudiantes Madrid. De laatste wedstrijd werd gespeeld op 15 mei tegen AEA Solidaria Llucmajor en moeizaam met 71-65 gewonnen.  De promotie naar het derde niveau van het Spaans basketbal was daarmee een feit.  Het eerste seizoen 2021-2022 in de LEB Plata werd een succes.  De ploeg kon zich voor de eindronde plaatsen, maar de promotie ging verloren.  Zelfde scenario tijdens het tweede seizoen 2022-2023.  Op het einde van het seizoen 2023-2024 werd het team kampioen van de Oostelijke groep en speelde de finale tegen de winnaar van de Westelijke groep, CB Zamora.  De thuiswedstrijd ging nog met 60-69 verloren, maar de uitwedstrijd te Zamora werd met 78-94 gewonnen, waardoor de promotie naar de LEB Oro (Liga Española de Baloncesto Oro), het tweede Spaanse niveau, een feit was.

### Handbal
Na jaren hun reeks van de Segunda División Nacional overvleugeld te hebben, maar zonder de promotie tijdens de eindronde afgedwongen te hebben, speelt CAB Cartagena vanaf seizoen 2020-2021 in de Primera División Nacional. Dit is na de Liga ASOBAL en de División de Plata het derde niveau van de Spaanse handbalcompetitie. De ploeg kwam vanaf dit seizoen onder de koepel van de voetbalclub FC Cartagena, en zou voortaan als F.C. Cartagena CAB door het leven gaan.

### Ritmische gymnastiek
Vanaf 2021 zou er een afdeling "Ritmische Gymnastiek" onder de naam FC Cartagena Ritmica opgericht worden. 

## Lijst spelers
- Lijst van spelers van FC Cartagena